# Café-théâtre de la Fontaine d'Argent
Le Café-théâtre de la Fontaine d'Argent est situé au 5, rue de la Fontaine-d'Argent (d'où son nom), à Aix-en-Provence. Il existe depuis 1976.

## Historique
Si le premier Café-théâtre de France a ouvert en 1969 (le Café de la Gare), il faut attendre six ans pour en voir un à Aix-en-Provence. En effet en 1975, Gérard Le Berre, s'attaque à extraire une cuve de 5 000 litres de la cave d'une épicerie qui vend aussi du fioul rue Fontaine d'Argent. Le Café-théâtre de la Fontaine d'Argent a été inauguré en 1976. Au départ c'est une salle où on joue du jazz avec en particulier le pianiste américain Herbie Hancock.
En septembre 2010, Fabienne Bécu et Jacques Berthier succèdent à Sophie Laffont et la comédienne Isabelle Parsy à la direction du café-théâtre,.. Actuellement celui-ci se compose au rez-de-chaussée d'une salle appelée Le bistro qui accueille le public et où l'on peut dîner avant ou après le spectacle. Au sous-sol se trouve la salle de spectacle. C'est une salle voutée en pierre de 80 places.
En 35 ans, le théâtre a reçu plus de 200 artistes et accueille, chaque année, plus de 20 000 spectateurs, venus du Pays d’Aix et de ses alentours, mais également des visiteurs des quatre coins de la France.
Depuis 2006, pour clore la saison, le théâtre de la Fontaine d'Argent organise, pendant une semaine, son festival du rire.

## Cours
Le café-théâtre dispense aussi des cours de théâtre animés par Raffaela Pflüger :
- Cours adultes : tous les lundis de 16 h à 18 h, 18 h à 20 h, de 20 h à 22 h et le mardi de 20 h à 22 h
- Cours d'Art-Liberté (L'art-thérapie à travers le théâtre) : Un dimanche sur deux de 10 h à 12 h 30
- Atelier « Le théâtre à travers l'Impro » : Le mardi de 18 h 15 à 20 h
- Cours enfants (de 6 à 8 ans) : tous les samedis de 9 h 30 à 11 h ou le mardi de 17 h à 18 h 15.
- Cours enfants (de 9 à 12 ans) : tous les samedis de 11 h à 12 h 30
- Cours adolescents : tous les samedis de 12 h 30 à 14 h 30
- Atelier théâtre pour les tout-petits (de 4 à 6 ans) avec initiation au théâtre, articulation, diction, concentration, mimes, jeux : tous les mercredis de 17 h à 18 h.

Organisation également de stage de théâtre pour enfants pendant toutes les vacances scolaires et de stages pour adultes un dimanche par mois.